# Angélica Dass
Angélica Dass est une photographe brésilienne née en 1979.  Elle est la créatrice du projet Humanæ. En mars 2016, elle donne une conférence TED intitulée « La beauté de la peau humaine dans toutes ses couleurs », sur la façon dont les couleurs de peau « nous font nous voir comme différents, alors que nous sommes égaux ». 

## Biographie
Angélica Dass est née à Rio de Janeiro en 1979. Née dans une famille multiraciale (son père est un fils de domestique à la peau foncée adopté par des parents blancs tandis que sa mère a la « peau noisette »), elle subit des discriminations et moqueries liées à sa couleur de peau pendant son enfance, ce qui va l'inspirer pour son projet Humanae. Elle habite maintenant à Madrid où elle a fait une partie de ses études à l'Escuela de Fotografía y Centro de Imagen.   

## Projet Humanæ
Elle crée son projet de portrait Humanæ en 2012 alors qu'elle est étudiante à l'EFTI en Espagne. C'est un catalogue de couleurs de peau humaine qui se présente sous forme de collage de portraits Pantone, une sorte de « palette humaine » mettant en valeur la diversité des carnations. Elle commence par photographier ses amis et sa famille avant d'élargir son horizon aux inconnus. L’exposition a pour but de créer un dialogue sur la façon dont nous nous voyons et dont nous percevons la race, l’ethnicité et l’identité. Elle comprend plus de 4 000 photos de personnes dans 17 pays et 27 villes du monde. 
Dass dit : « Humanæ est une tentative pour mettre en lumière la continuité subtile de nos couleurs, qui crée plus d’égalité que de différence… nos vraies couleurs plutôt que d’artificiels « rouge » et « jaune », « noir » et « blanc ». C’est une sorte de jeu pour subvertir nos codes. L’audience est libre de le lire. Le but est de créer et d’alimenter une plateforme sur Internet dédiée à des discussions sur l’identité ethnique, en créant des images qui nous relient indépendamment de facteurs tels que la nationalité, l’origine, le statut économique, l’âge ou les standards esthétiques ».
Humanæ est une exposition itinérante et a été présentée dans des endroits tels que le musée Daelim à Séoul, en Corée du Sud ; la promenade Uribitarte, à Bilbao, en Espagne ; le Upho Urban Photo Festival à Malaga, en Espagne ; le Musée des sciences et des techniques Léonard de Vinci, à Milan , en Italie;  Habitat III , Conférence des Nations unies sur le logement et le développement urbain durable, à Quito, en Équateur, le musée de l'Élysée à Lausanne en Suisse, ou encore au Musée des beaux-arts de Montréal au Canada.      